# (153) Hilda
Pour les articles homonymes, voir Hilda.
(153) Hilda est un grand astéroïde de la ceinture principale extérieure, d'un diamètre de 170 km. Il se compose de chondrites carbonées primitives qui donnent à sa surface un aspect très sombre. Il a été découvert par Johann Palisa le 2 novembre 1875 à l'observatoire naval autrichien à Pula. Son nom fut choisi par l'astronome Theodor von Oppolzer en l'honneur d'une de ses filles.

## Groupe et famille de Hilda
(153) Hilda donne son nom au groupe de Hilda (ou astéroïdes Hilda ou parfois Hildas). Ce groupe rassemble des astéroïdes gravitant en résonance orbitale 2:3 avec Jupiter : Jupiter effectue deux révolutions solaires quand chacun des astéroïdes du groupe de Hilda en complète 3. Ce groupe contient plus de 1 100 autres objets connus pour être en résonance 2:3 avec Jupiter.

Schéma de l'orbite de (153) Hilda (vert) relativement à celle de Jupiter (rouge). Les cercles rouges non pleins sont les points de Lagrange de Jupiter approchés par Hilda.

(153) Hilda donne également son nom à la famille de Hilda, l'une des familles collisionnelles située au sein du groupe de Hilda.

## Observations
Hilda fut observé lors d'une occultation stellaire le 31 décembre 2002, depuis le Japon. Il possède une courbe de lumière de basse amplitude indiquant un corps de nature sphérique ou d'albédo invariable.